# Ensalada chilena
La ensalada chilena o ensalada a la chilena es una ensalada típica de la gastronomía chilena hecha a base de tomate y cebolla.

## Descripción
Para su preparación la cebolla se puede remojar en agua hirviendo con sal durante unos minutos para aminorar su sabor. También puede dejarse remojar en agua fría durante una hora, o incluso encurtirla con vinagre.
A diferencia de otras ensaladas comunes, a esta no se le suele agregar jugo de limón ni vinagre al aderezo.
Usualmente se sirve como guarnición o acompañamiento para platos fuertes como pescado frito o un asado.